# Donax obesus
Donax obesus is een tweekleppigensoort uit de familie van de Donacidae. De wetenschappelijke naam van de soort werd in 1845 voor het eerst geldig gepubliceerd door Alcide d'Orbigny.